# ورنر زمبارت
ورنر زمبارت (سومبارت) (آلمانی: Werner Sombart؛ زاده ۱۹ ژانویهٔ ۱۸۶۳ – درگذشته ۱۸ مهٔ ۱۹۴۱) اقتصاددان و جامعه‌شناس آلمانی و سرگروه مدرسه تاریخ جوانان و یکی از رهبران جامعه دانشمندان اروپای قاره‌ای در ربع نخست سده بیستم میلادی بود.